# Bulletin de la Société d'Histoire Naturelle de l'Afrique du Nord
Bulletin de la Société d'Histoire Naturelle de l'Afrique du Nord (abreviado Bull. Soc. Hist. Nat. Afrique N.) fue una revista con ilustraciones y descripciones botánicas que se editó en Argelia entre los años 1909 y 1910.